# Burkhard Feilcke
Burkhard Feilcke (* 22. August 1969) ist ein deutscher Jurist, seit 2015 Richter am Bundesgerichtshof und seit 2017 stellvertretender Beisitzer im Unabhängigen Gremium zur Kontrolle der Ausland-Ausland-Fernmeldeaufklärung des Bundesnachrichtendienstes.

## Leben und Werdegang
Nach Abschluss seiner juristischen Ausbildung war Feilcke zunächst als Anwalt tätig. 2002 trat er in den höheren Justizdienst der Freien und Hansestadt Hamburg ein. Dort war er dem Landgericht Hamburg zugewiesen, wo er im Juli 2004 zum Richter am Landgericht ernannt wurde. Von März 2006 bis Juli 2008 war er als wissenschaftlicher Mitarbeiter an den Bundesgerichtshof abgeordnet. Anschließend kam Feilcke zum Oberlandesgericht Düsseldorf, wo er im Dezember 2008 zum Richter am Oberlandesgericht befördert wurde. Im November 2010 wechselte er an das Oberlandesgericht Frankfurt am Main, wo er sowohl in Zivil-, als auch in Strafsachen tätig war.
Im November 2014 wurde Feilcke zum Richter am Bundesgerichtshof ernannt und zunächst dem VII. Zivilsenat zugewiesen. Mit Wirkung zum 9. April 2015 wechselte er in den 5. Strafsenat. Im Jahr 2020 wechselte Feilcke in den 6. Strafsenat mit dem neuerrichteten Sitz in Leipzig. Am 8. März 2017 wurde Feilcke auf Vorschlag des Präsidenten des Bundesgerichtshofs vom Bundeskabinett für sechs Jahre zum stellvertretenden Beisitzenden im Unabhängigen Gremium zur Kontrolle der Ausland-Ausland-Fernmeldeaufklärung des Bundesnachrichtendienstes berufen.
Nebenbei ist Feilcke einer der Bearbeiter im „Handbuch der Wiederaufnahme in Strafsachen“, Miebach/Hohmann [Hrsg.], Verlag C.H.Beck, München 2016.